# Sorengo
Sorengo is een gemeente en plaats in het Zwitserse kanton Ticino, en maakt deel uit van het district Lugano.
Sorengo telt 1649 inwoners.

## Geboren
- Dick Marty (1945-2023), magistraat en politicus
- Anders Arborelius (1949), Zweeds kardinaal
- Katharina Böhm (1964), actrice
- Roberta Pantani (1965-), politica
- Felice Puttini (1967), wielrenner
- Wladimir Belli (1970), wielrenner
- Patrick Calcagni (1977), wielrenner
- Michelle Hunziker (1977), presentatrice
- Flavia Rigamonti (1981), zwemster